# Upsall Castle

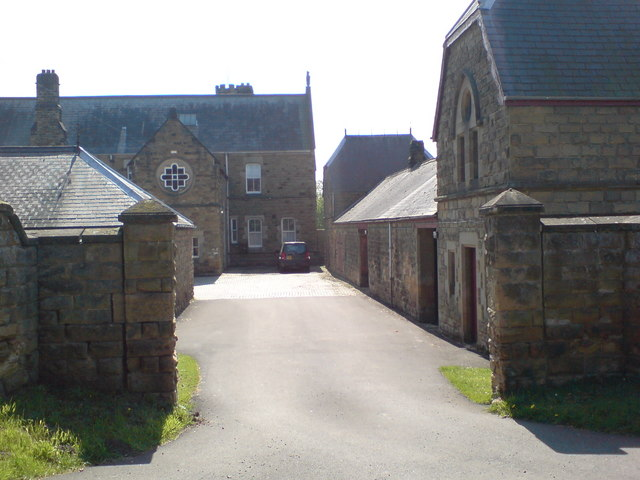
Eingang zum Upsall Castle 2007

Upsall Castle ist eine Ruine einer Burg aus dem 14. Jahrhundert und ein Herrenhaus mit Park im Dorf Upsall in der englischen Unitary Authority North Yorkshire.

## Geschichte
Das früheste ausgedehnte Bauwerk auf dem Gelände ist die Ruine einer Kastellburg, die vermutlich Geoffrey le Scrope ab 1327 bauen ließ. Die Burg wurde nachweislich im englischen Bürgerkrieg zerstört.
Diese Burg wurde durch ein Herrenhaus ersetzt, das im 19. Jahrhundert neu aufgebaut wurde und dann nach einem Brand 1918 nochmals erneuert wurde.
Upsall Castle ist Teil der Upsall and Roxby Estates, die der Familie Turton gehören. Der heutige Eigner des Anwesens ist Gerald Turton.

## Legenden
John Constable, der 1610 in der Burg residierte, war im englischen Bürgerkrieg ein Unterstützer der royalistischen Sache. Die Schriftsteller William Grainge und John Gilbert Baker notierten im 19. Jahrhundert, dass er angeblich einen Fluch für jeden Eigner von Upsall Castle hinterließ, der sich seinem König und Land gegenüber als unloyal erweisen würde.
Die Autoren berichteten auch von einer Sage über einen Mann, der unter einem Busch auf Upsall Castle grub und einen Topf voll Gold fand. Später eröffnete ihm ein Fremder, dass ein zweiter Topf voll Gold unter dem ersten lag, den er dann ebenfalls ausgrub.